# Вельке Злієвце
Вельке Злієвце (словац. Veľké Zlievce) — село, громада округу Вельки Кртіш, Банськобистрицький край, центральна Словаччина, регіон Новоград. Кадастрова площа громади — 16,3 км².
Населення 509 осіб (станом на 31 грудня 2017 року).

## Історія
Вельке Злієвце вперше згадується в 1245 році.

## Населення
| Рік:            | 1994. | 2004.   | 2014.   | 2024.   |
| --------------- | ----- | ------- | ------- | ------- |
| Кількість осіб: | 481   | 512     | 509     | 470     |
| Різниця:        |       | +6,44 % | -0,58 % | -7,66 % |

| Рік:            | 2023. | 2024.   |
| --------------- | ----- | ------- |
| Кількість осіб: | 478   | 470     |
| Різниця:        |       | -1,67 % |